# تشيزي العلياء (آبجدان)
تشيزي العلياء (بالفارسية: چزی علیا) هي منطقة سكنية تقع في إيران في قسم آبجدان الريفي. يقدر عدد سكانها بـ 268 نسمة بحسب إحصاء 2016.